# 2023年11月棉兰老岛地震
2023年11月17日在菲律宾群岛的棉兰老岛外海發生一场地震，该地震最大震级为里氏7.2级。该地震震央位于菲律賓南哥打巴托省外海71公里，截至2023年11月21日，這次地震造成最少11人死亡、776人受傷。

## 地震情况
震中位于西达沃省萨兰加尼市西北约34公里处海域，震源深度72公里。

## 影响

### 菲律賓
南哥打巴托省、南达沃省等地区有强烈震感。

## 餘震
2023年12月2日，繼11月19日地震發生級後便餘震不斷。12月2日再次發生里氏7.2級地震。